# الرابطة العالمية للاتحادات الرياضية الدولية
الرابطة العالمية للاتحادات الرياضية الدولية (بالإنجليزية: Global Association of International Sports Federations)‏ وتختصر بـ غيسف (بالإنجليزية: GAISF)‏ (تُعرف سابقاٍ باسم سبورت أكورد) هي منظمة دولية معترف بها من قبل اللجنة الأولمبية الدولية جامعة لجميع الاتحادات الرياضية الدولية (الأولمبية وغير الأولمبية)، فضلا عن منظمي الألعاب الرياضية المتعددة والجمعيات الدولية ذات الصلة بالرياضة. فهي منظمة دولية رياضية تمتلك ما يقارب 92 عضواً من الاتحادات الرياضية الدولية التي تنظم الرياضة محددة في جميع أنحاء العالم، بالإضافة إلى 17 عضوا منتسبا من المنظمات التي تنظم الأنشطة المترتبطة ارتباطاً وثيقاً بالاتحادات الرياضية الدولية. تأسست المنظمة عام 1967 بتجمع بين عدد كبير المنظمات الرياضية الدولية للدفاع عن مصالحهم، وبهدف تنسيق الأنشطة بينهم والدفاع عن الرياضة في العالم.
في مارس من عام 2009 تم اعتماد العلامة التجارية المعروفة باسم سبورت أكورد. وفي العام نفسه كذلك انتقل مقر الرابطة الرئيسي من مدينة موناكو الفرنسية إلى مدينة لوزان السويسرية والتي تعتبر بمثابة العاصمة الأولمبية. في أبريل من عام 2017، أعادت المنظمة تغيير اسمها إلى الرابطة العالمية للاتحادات الرياضية الدولية وانتخاب السويسري باتريك بومان رئيساً جديداً للمنظمة، بعد أعقاب حادثة استقالة الرئيس السابق للمنظمة ماريوس فيزر، بعدما تهجم بهجوم لاذع على رئيس اللجنة الاولمبية الدولية الألماني توماس باخ خلال افتتاح سبوتاكورد في عام 2015 بمدينة سوتشي الروسية.
يرأس المنظمة السويسري باتريك بومان، ويقع مقرها الرئيسي في لوزان، وتعتمد المنظمة على اللغتين الفرنسية والإنجليزية.

شعار المنظة القديم.

## التاريخ
المنظمة عانت من أزمة أعقاب الخطاب المثير للجدل للرئيس التنفيذي ماريوس فيزر يوم 20 أبريل 2015 في سوتشي، روسيا. الذي دفع بأكثر من اثني عشر اتحادا دوليا للرياضة للانسحب من المنظمة خلال الشهر التالي ونهاية ماي 2015 اللجنة الأولمبية للبيرو تخلت عن تنظيم البطولة العالمية للرياضات القتالية 2017، المسندة إلى ليما.

## وصلات خارجية
- Site de l'AGFIS